# Triple saut masculin aux championnats du monde d'athlétisme en salle 1997
Navigation
1995 1999
Le concours du triple saut masculin des championnats du monde en salle de 1997 s'est déroulé les 8 et 9 mars 1997 au Palais omnisports de Paris-Bercy de Paris, en France. Il est remporté par le Cubain Yoel García.

## Résultats

### Finale
| Rang               | Athlète                | Pays      | Essais | Essais | Essais | Essais | Essais | Essais | Marque | Note |
| Rang               | Athlète                | Pays      | 1      | 2      | 3      | 4      | 5      | 6      | Marque | Note |
| ------------------ | ---------------------- | --------- | ------ | ------ | ------ | ------ | ------ | ------ | ------ | ---- |
| Médaille d'or      | Yoel García            | Cuba      | 16.87  | 17.03  | 17.30  | 17.05  | 16.87  | –      | 17.30  |      |
| Médaille d'argent  | Aliecer Urrutia        | Cuba      | 16.93  | 17.27  | 17.08  | 17.11  | –      | –      | 17.27  |      |
| Médaille de bronze | Aleksandr Aseledchenko | Russie    | –      | 17.22  | 16.82  | 16.71  | –      | 17.22  | 17.22  | PB   |
| 4                  | Charles Friedek        | Allemagne | 17.14  | 17.16  | –      | –      | 17.01  | 16.94  | 17.16  | SB   |
| 5                  | Andrew Murphy          | Australie | 16.64  | 16.89  | 16.96  | 16.64  | 16.45  | 16.38  | 16.96  |      |
| 6                  | Rogel Nachum           | Israël    | 16.45  | 16.58  | 16.65  | 16.75  | 16.81  | 16.71  | 16.81  |      |
| 7                  | Sigurd Njerve          | Norvège   | 15.48  | 16.81  | –      | –      | –      | –      | 16.81  |      |
| 8                  | Tibor Ordina           | Hongrie   | 16.42  | 16.46  | 16.53  | 16.26  | 16.65  | 15.78  | 16.65  |      |
| 9                  | Jérôme Romain          | Dominique | 16.52  | 16.33  | –      |        |        |        | 16.52  |      |
| 10                 | Georges Sainte-Rose    | France    | –      | 16.41  | 16.22  |        |        |        | 16.41  |      |
| 11                 | Gennadiy Glushenko     | Ukraine   | 16.20  | –      | 16.41  |        |        |        | 16.41  |      |
|                    | Ndabazinhle Mdhlongwa  | Zimbabwe  | –      | –      | –      |        |        |        | NM     |      |

## Légende
Records et Performances
- AR : Record continental (area record)
- CR : Record des championnats (championship record)
- MR : Record du meeting (meet record)
- NR : Record national (national record)
- OR : Record olympique (olympic record)
- PR : Record paralympique (paralympic record)
- PB : Record personnel (personal best)
- SB : Meilleure performance personnelle de la saison (season's best)
- WL : Meilleure performance mondiale de l'année (world leader)
- WJR : Record du monde junior (world junior record)
- WR : Record du monde (world record)

Circonstances et Conditions
- DNF : N'a pas terminé (did not finish)
- DNS : N'a pas pris le départ (did not start)
- DQ : Disqualification (disqualification)
- NM : Aucun essai valable enregistré (No Mark)
- Q : Qualifié « directement » au prochain tour (ou à la prochaine compétition), lors d'une compétition majeure, grâce au classement ou à la réalisation des minima (automatic qualifier)
- q : Qualifié au prochain tour (ou à la prochaine compétition), lors d'une compétition majeure, grâce au repêchage ou à la réalisation de l'une des meilleures performances parmi celles des « non qualifiés directement » (grâce au meilleur temps ou à la meilleure distance par exemple) (secondary qualifier)